# Prokop von Mähren
Prokop von Mähren (* um 1355; † 24. September 1405 in Brünn) war von 1375 bis 1405 Markgraf von Mähren. Seine Eltern waren Johann Heinrich von Luxemburg und dessen zweite Ehefrau Margarethe († 1363), Tochter des  Troppauer Herzogs Nikolaus II. Prokops Leben war bestimmt vom Kampf gegen seinen Bruder Jobst von Mähren und den Konflikten mit seinen böhmischen Vettern Wenzel IV. und Sigismund von Luxemburg.

## Leben

### Die Jahre 1355 bis 1388
Kaiser Karl IV. regelte 1355 zu Gunsten seines Bruders Johann Heinrich die Nachfolge in Böhmen und in den Ländern der Krone Böhmen. Karl hatte zu diesem Zeitpunkt keine Söhne, Johann Heinrich besaß jedoch drei Söhne und Karl versuchte mit dieser Nachfolgeregelung die Herrschaft der Luxemburger in Böhmen für die kommende Generation zu sichern. Zwischen 1361 und 1370 wurden Karl IV. drei Söhne geboren, die Bestimmungen seiner Nachfolge änderte er aber nicht.
Das Problem der nicht gelösten Nachfolgeregelung wurde mit dem Tod Johann Heinrichs im Jahr 1375 akut. Nun regelte der Kaiser seine Nachfolge zu Gunsten seiner Söhne, er gestand seinen Neffen nur das Erbe in Mähren zu und schloss sie von der Nachfolge in Böhmen aus. Johann Heinrich hinterließ seinen Söhnen ein geordnetes, blühendes und wohlhabendes Land. Der älteste Sohn Jobst wurde als Markgraf und Herr von Mähren (marchio et dominus Moravie) bestätigt, die jüngeren Söhne Prokop und Jan Sobieslav erhielten nur den Titel „jüngerer Markgraf“ (marchio Moravie iunoris) und wurden mit Afterlehen abgefunden. Diese Regelung führte zu heftigen Spannungen zwischen den Söhnen Johann Heinrichs. So beschnitt Jobst von Mähren seinen Brüdern ihr Erbe und versuchte sie mit Waffengewalt zum Verzicht zu zwingen.
Die Feindschaften zwischen dem böhmischen und mährischen Zweig der Luxemburger brachen nach dem Tode des Kaisers († 1378) offen aus. Die Söhne und Neffen Karls IV. erstrebten alle nach persönlichen Machtzuwachs und nach größeren Einkünften, bauten ihre Positionen ohne Rücksicht auf familiäre Bindungen in wechselnden Bündnissen aus und zerstörten so die Grundlagen ihrer Herrschaft. Zu einem ernsthaften Konflikt zwischen Prokop von Mähren und seinem Vetter Wenzel IV. kam es schon im Jahr 1379, nachdem sich Prokop für den in Avignon residierenden Papst Clemens VII. aussprach, Wenzel sich jedoch für den römischen Papst Urban VI. entschied.
Sigismund von Luxemburg beanspruchte 1385 die Stephanskrone als Erbe für seine Frau Maria von Ungarn und Wenzel, Jobst und Prokop waren bereit, ihn dabei zu unterstützen. Am 13. Juli 1385 liehen Jobst und Prokop ihrem Vetter 190.000 Gulden und Sigismund verpfändete ihnen dafür die Altmark und die Priegnitz. Die Stände der Altmark und der Priegnitz verweigerten jedoch Jobst und Prokop die Huldigung, daraufhin überließ Sigismund seinen beiden Vettern das Gebiet westlich der Waag in der heutigen Slowakei. Zwar gehörte dieses Gebiet zum Königreich Ungarn und Sigismund war 1385 nicht berechtigt, es zu verpfänden. Aber dies störte keinen der Beteiligten und Prokop besetzte das Land mit seinen Truppen. Am 13. November 1385 erzwang Wenzel IV. die Übergabe der Kurmark und setzte dann seinen jüngsten Bruder Johann von Görlitz als Administrator von Brandenburg ein.

### Die Jahre 1388 bis 1400
1388 verpfändete Sigismund die Mark Brandenburg an Jobst von Mähren. Dieser setzte dann seinen Bruder Prokop als Erben ein, doch 1395 änderte er diese Regelung und bestimmte seinen Cousin Sigismund zum Erben.
Seit 1390 bildeten sich zwei Fraktionen innerhalb der Luxemburger heraus. Während Johann von Görlitz und Prokop von Mähren loyal zu Wenzel IV. standen, planten Sigismund und Jobst den Sturz des böhmischen Königs. Der Konflikt verschärfte sich nach der Ermordung des Johannes Nepomuk (1393) und dem darauf folgenden Bündnis zwischen Sigismund, Jobst und dem Herrenbund unter Führung von Heinrich von Rosenberg. Zwar gelang es Johann von Görlitz, die Unterstützung des bayrischen Herzogs Friedrich zu gewinnen, und Prokop fand für Wenzel IV. Verbündete in Schlesien und Pommern, doch gelang es dem Herrenbund im Bündnis mit Jobst von Mähren, Wenzels Macht in Böhmen erheblich zu schwächen.
Im Jahr 1396 unterlag Sigismund von Luxemburg, seit 1387 König von Ungarn, mit seinem Ritterheer vor Nikopolis den türkischen Truppen unter Sultan Bayezid I. Prokop fiel daraufhin in das nördliche Oberungarn (Nordslowakei) ein und besetzte einige Burgen. Dies und der Tod Johanns von Görlitz führten dazu, dass Prokop zum wichtigsten Verbündeten des böhmischen Königs aufstieg. Während seiner Abwesenheit von 1397 bis 1398 übertrug Wenzel IV. das Amt des böhmischen Reichsverwesers auf Prokop von Mähren.
Die Ermordung einiger Gefolgsleute Wenzels im Juni 1397 führte in den folgenden Jahren zu militärischen Auseinandersetzungen zwischen Prokop und seinem Bruder Jobst, den er als Auftraggeber der Morde beschuldigte. Die Streitereien der Brüder, die Privatfehde Prokops mit dem Bischof von Olmütz und der Kampf des Herrenbundes gegen die böhmische Krone führten zur politischen Destabilisierung Böhmens und zum Niedergang der Luxemburger. Die nun offenkundige Schwäche Wenzels als König von Böhmen erschütterte dessen Stellung als Römisch-deutscher König und stärkte die kurfürstliche Opposition, die nun Wenzels Absetzung vorbereitete. Die Luxemburger blieben zerstritten, Jobst und Sigismund kämpften gegen Prokop um die Herrschaft in der Lausitz.

### Die Jahre 1400 bis 1405
Die Absetzung Wenzels als Römisch-deutscher König im Jahr 1400 führte zur Beilegung der kriegerischen Auseinandersetzungen in der Lausitz. 1401 belagerten beide Brüder zusammen mit dem böhmischen Hochadel und Wilhelm von Meißen Prag, wo Wenzel sich verschanzt hatte, nachdem er als Römisch-deutscher König abgesetzt worden war. Wenzel zog seine Vettern jedoch auf seine Seite, indem er Jobst die Lausitz und Prokop eine große Geldsumme zusprach und den Streit damit behob. Daraufhin erhielt Prokop im Austausch gegen seine mährischen Besitztümer die schlesischen Herzogtümer Schweidnitz und Jauer sowie die Grafschaft Glatz.
Als Verbündete Wenzels nahmen die Brüder während dessen Romfahrt den Kampf gegen den am 4. Februar 1402 ernannten böhmischen Regenten Sigismund von Luxemburg auf und bemächtigten sich des zu Ungarn gehörenden Gebietes zwischen Waag und Donau. Prokop schloss zudem ein enges Bündnis mit Römisch-deutschen König Ruprecht und bemühte sich dann, zwischen Wenzel und dem Pfalzgrafen zu vermitteln.
Die politische Situation änderte sich erneut, nachdem Sigismund am 6. März 1402 Wenzel in Wien verhaften und unter Hausarrest stellen ließ. Daraufhin bemühte sich Ruprecht von der Pfalz, die beiden mährischen Markgrafen als Verbündete zu gewinnen. Er versprach Jobst die Königskrone von Böhmen und bot Prokop die Markgrafschaft Mähren sowie Militärhilfe gegen Sigismund an. Sigismund, der nun die völlige Entmachtung Wenzels anstrebte, schickte böhmische und mährische Truppen gegen Prokop und belagerte ihn am 18. Juni 1402 auf der Burg Bösig. Trotz der Zusage auf Freies Geleit wurde Prokop nach seiner Kapitulation verhaftet und in Pressburg interniert.
Wenzel IV. gelang am 11. November 1403 die Flucht aus seiner Gefangenschaft. Er erlangte die Macht in Böhmen zurück und setzte seinen Bruder als Reichsverweser ab. Sigismund konnte wegen seiner Auseinandersetzungen in Ungarn nicht sofort eingreifen, und Prokop wurde im Februar 1404 aus der Haft entlassen. Anfang Juli 1404 fiel Sigismund mit den beiden österreichischen Herzögen Albrecht und Ernst in Mähren ein, aber infolge der im Heer ausgebrochenen Ruhr-Epidemie, zu deren Opfern auch Albrecht zählte, wurde der Feldzug vorzeitig beendet. Derweilen versöhnten sich Wenzel, Prokop und Jobst und unterzeichneten den habsburgisch-luxemburgischen Erbvertrag, dem zufolge Böhmen nach dem Aussterben seiner luxemburgischen Herrscherlinie an die Habsburger fallen sollte.
Am 24. September 1405 verstarb der unverheiratete und kinderlose Prokop von Mähren in Brünn. Sein Leichnam wurde in der von seinem Vater 1375 gegründeten Kartause Königsfeld beigesetzt. Sein Bruder Jobst bekam dessen gesamten Besitz als Erbe übertragen, und die politische Lage in Böhmen und Mähren beruhigte sich. Jobst festigte seine Herrschaft in Mähren, in der Lausitz und in der Mark Brandenburg und unterstützte Wenzel in dessen Kampf gegen Sigismund.